# Goethe-Jahr (1932)

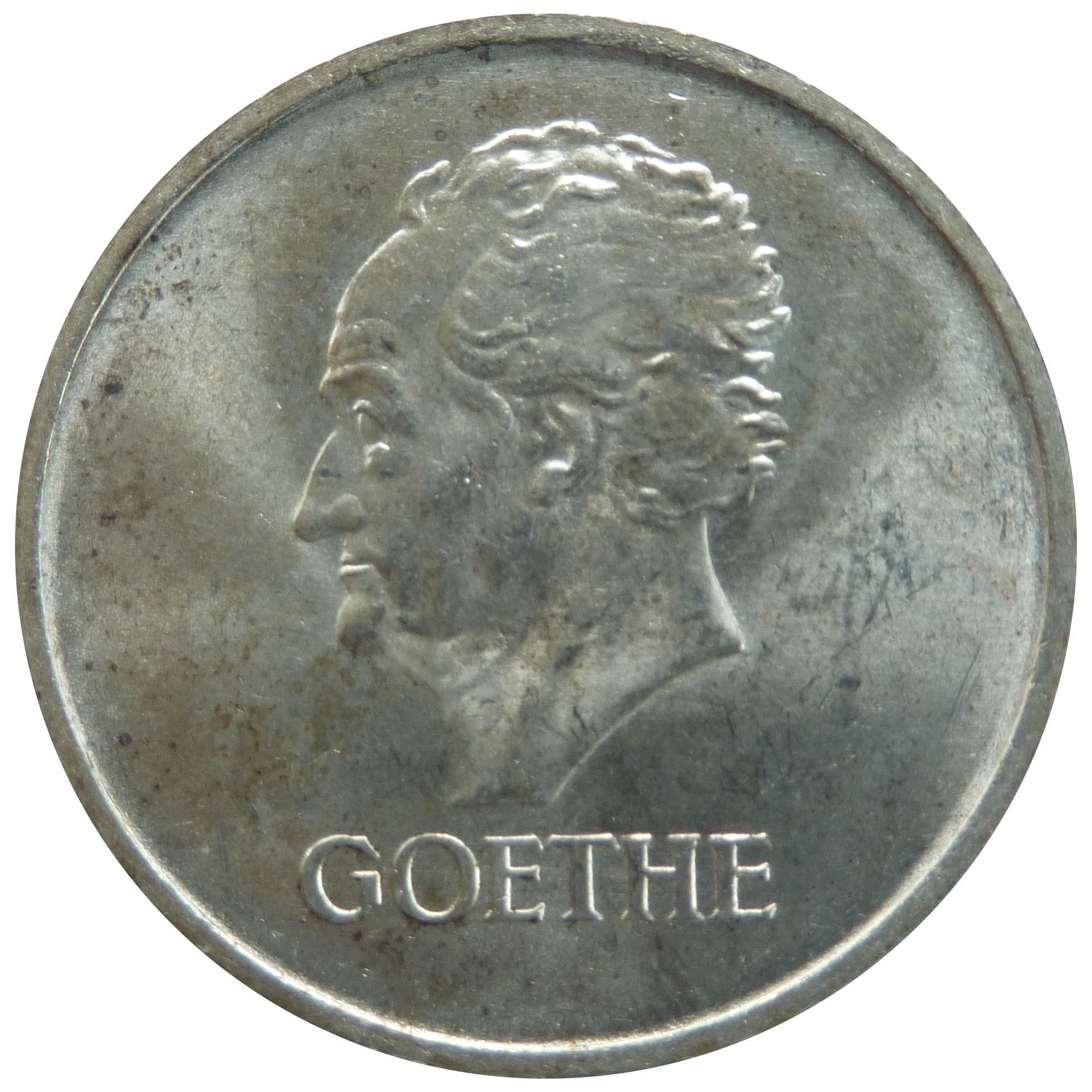
Vorderseite 3 Reichsmark mit Porträt Goethes

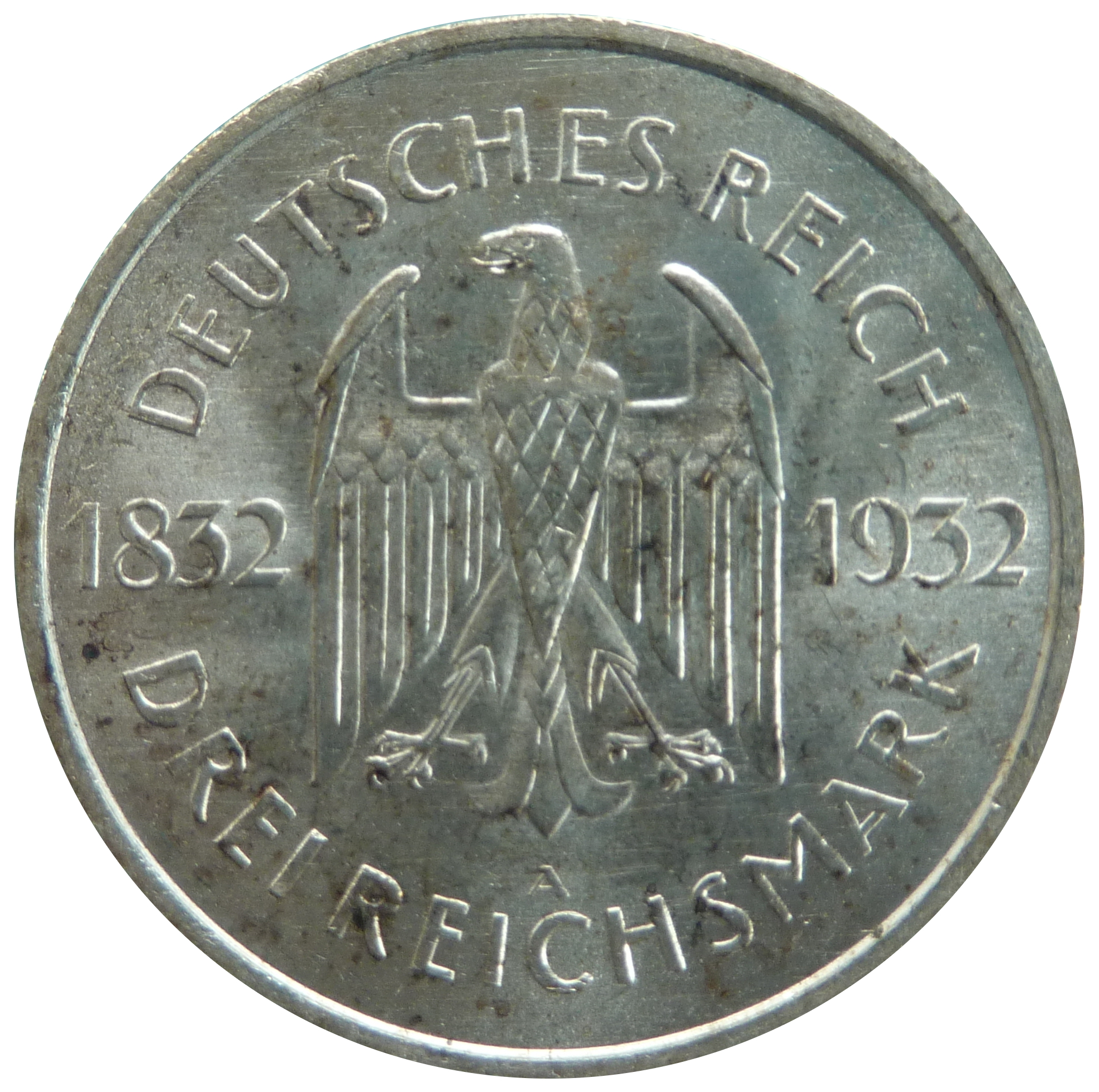
Rückseite 3 Reichsmark mit Porträt Goethes

Zum 100. Todestag des Dichters Johann Wolfgang Goethe wurde in Deutschland ein Goethe-Jahr begangen. Es wurde zur „Goethe-Jahrhundertfeier“ stilisiert.
Außer den repräsentativen Festveranstaltungen, dessen Umfang die nachfolgenden nicht mehr hatten, kam es zu zahlreichen Veröffentlichung rund um Goethe. Dabei war man sich hinsichtlich dessen, ob eine solche Gedenkveranstaltung stattfinden solle, zumindest 1931 nicht einer Meinung. Die Nationalsozialisten hatten die „Reichsgedächtnisfeiern“ in ihrem Sinne zu vereinnahmen gesucht. Das wurde von scharfsinnigen Karikaturisten auch erkannt und persifliert, so von Jesekiel David Kirszenbaum, der selbst am Student am Bauhaus in Weimar war.
So veranstalteten die wichtigsten deutschen Literaturarchive eine Gemeinschaftsausgabe, die erste ihrer Art unter dem Titel: Goethe und seine Welt. Es blieb nicht bei dieser. So wurde u. a. ein Werk Hans Ludwig Oesers zu Goethe und seinen Zeitgenossen veröffentlicht. Auch für den Unterricht wurde das Ereignis thematisiert.
Die Deutsche Reichsbank brachte 1932 eine 3 Reichsmark- und 5 Reichsmark-Sondermünze mit dem Porträt Goethes in Silber heraus. Auch gab es Prägungen von Medaillen. Am 22. März 1932 stiftete der deutsche Reichspräsident Paul von Hindenburg die Goethe-Medaille für Kunst und Wissenschaft. Das Goethe-Jahr 1932 war zugleich auch Wahljahr. Hindenburg wurde als Reichspräsident wiedergewählt.
Das neue Medium Film brachte 1932 gleich zwei Goethe-Filme heraus. Die Idee dazu kam von Ernst Beutler.

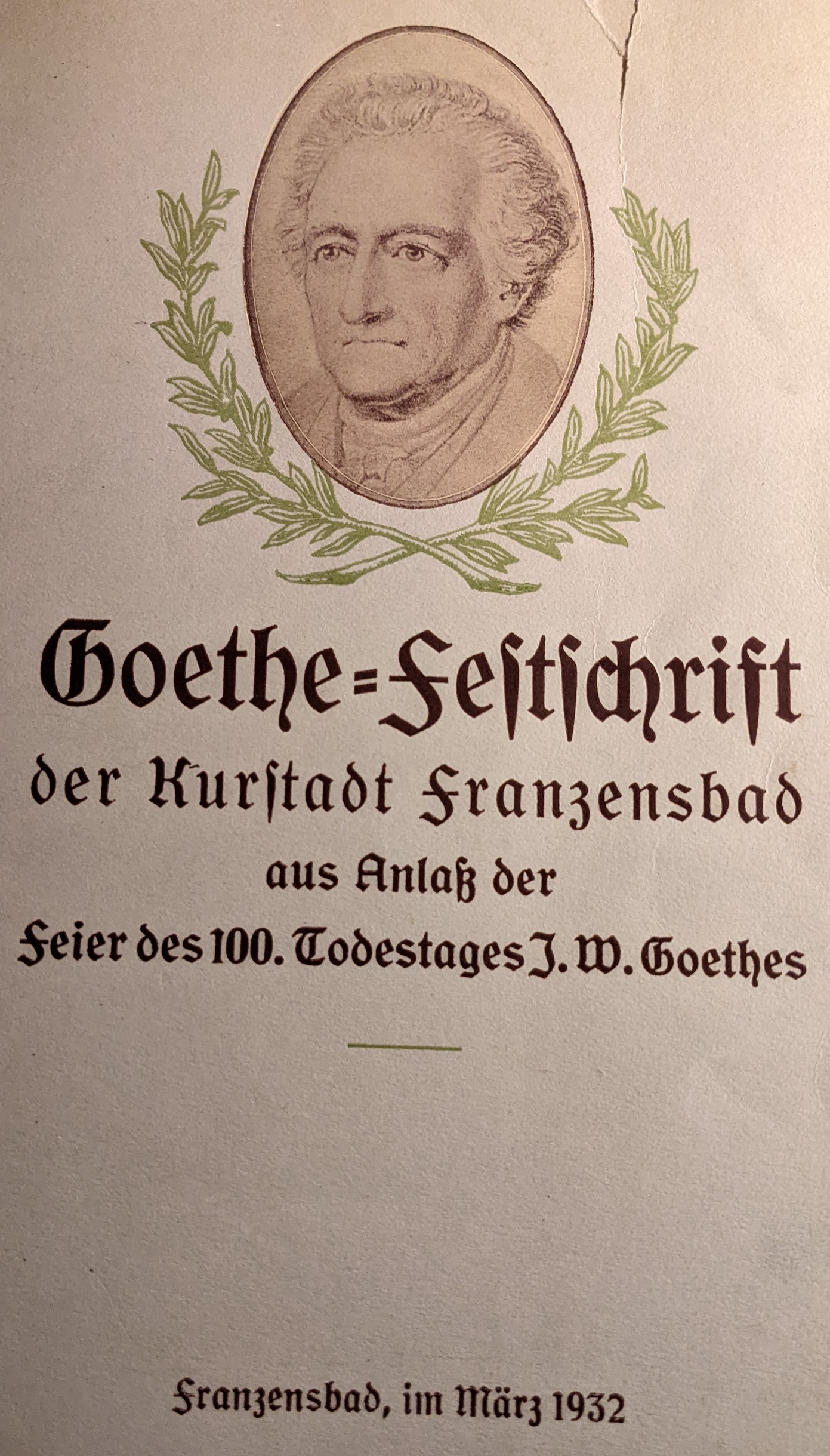
Goethe-Festschrift Franzensbad 1932

Auch das Kurbad Franzensbad in Böhmen huldigte 1932 den Dichterfürsten mit einer Festschrift.